# John Baer (Schauspieler)
John Baer (* 6. Juni 1923 in York, Pennsylvania; † 7. Januar 2006 in Santa Clarita) war ein US-amerikanischer Schauspieler. 

## Leben
Zwischen 1950 und 1974 wirkte John Baer in mehr als 60 Film- und Fernsehproduktionen mit, meistens in jungenhaft erscheinenden Rollen. Zu den Höhepunkten seiner Karriere zählte die Hauptrolle der Fernsehserie Terry and the Pirates. Dem deutschen Publikum ist er wahrscheinlich am ehesten durch seine Rolle als gieriger Erbe Paul Trochard in der Schwarzen Komödie Wir sind keine Engel bekannt. Außerdem übernahm er die Hauptrolle in dem von Roger Corman inszenierten B-Horrorfilm Night of the Blood Beast aus dem Jahre 1958. Nach Ende seiner Schauspielkarriere war Baer in der Immobilienbranche tätig. 
Am 30. Mai 1952 heiratete der Schauspieler Noureen Jauregui. John Baer starb Anfang 2006 im Alter von 82 Jahren.

## Filmografie (Auswahl)
- 1950: The West Point Story
- 1951: Unternehmen Seeadler (Operation Pacific)
- 1951: Ein Held für zwei Stunden (Saturday’s Hero)
- 1951: Superman and the Mole-Men
- 1952: Teufel der weißen Berge (Indian Uprising)
- 1952: Die Schlacht am Apachenpaß (The Battle at Apache Pass)
- 1952: Liebe, Pauken und Trompeten (Stars and Stripes Forever)
- 1952: Die letzte Entscheidung (Above and Beyond)
- 1952–1953: Terry and the Pirates (Fernsehserie, 17 Folgen)
- 1954: Ausgeräuchert (The Miami Story)
- 1953: Die Welt gehört ihm (The Mississippi Gambler)
- 1954: Dieser Mann weiß zuviel (Riding Shotgun)
- 1955: Wir sind keine Engel (We’re No Angels)
- 1956: Feuer über Mindanao (Huk!)
- 1957: Mickey Mouse Club (The Mickey Mouse Club) (Fernsehserie, 3 Folgen)
- 1958: Fury (Fernsehserie, Folge 3x25)
- 1958: Das Grauen um Mitternacht (Night of the Blood Beast)
- 1958: Brückenkopf Tarawa (Tarawa Beachhead)
- 1959: Gangster, Gin und scharfe Hasen (Guns Girls and Gangsters)
- 1960: Menschen im Weltraum (Men Into Space) (Fernsehserie, Folge 1x30)
- 1960: Hawaiian Eye (Fernsehserie, 2 Folgen)
- 1961: 77 Sunset Strip (Fernsehserie, Folge 3x25)
- 1961: Bronco (Fernsehserie, Folge 3x08)
- 1962: Der Chapman-Report (The Chapman Report)
- 1962: Erwachsen müßte man sein (Leave It to Beaver) (Fernsehserie, Folge 6x06)
- 1963: Dr. Kildare (Fernsehserie, Folge 2x24)
- 1964: Temple Houston (Fernsehserie, Folge 1x26)
- 1966: The Beverly Hillbillies (Fernsehserie, Folge 4x20)
- 1967: The Green Hornet (Fernsehserie, Folge 1x16)
- 1967: Bikini Paradise
- 1967: High Chaparral (The High Chaparral, Fernsehserie, Folge 1x11)
- 1971: The Late Liz
- 1972: Töchter des Bösen (Bonnie’s Kids)
- 1973: Kobra, übernehmen Sie (Mission: Impossible, Fernsehserie, Folge 7x16)
- 1973–1974: Rauchende Colts (Gunsmoke, Fernsehserie, 2 Folgen)